# Wallfahrtskirche Oberbiederbach

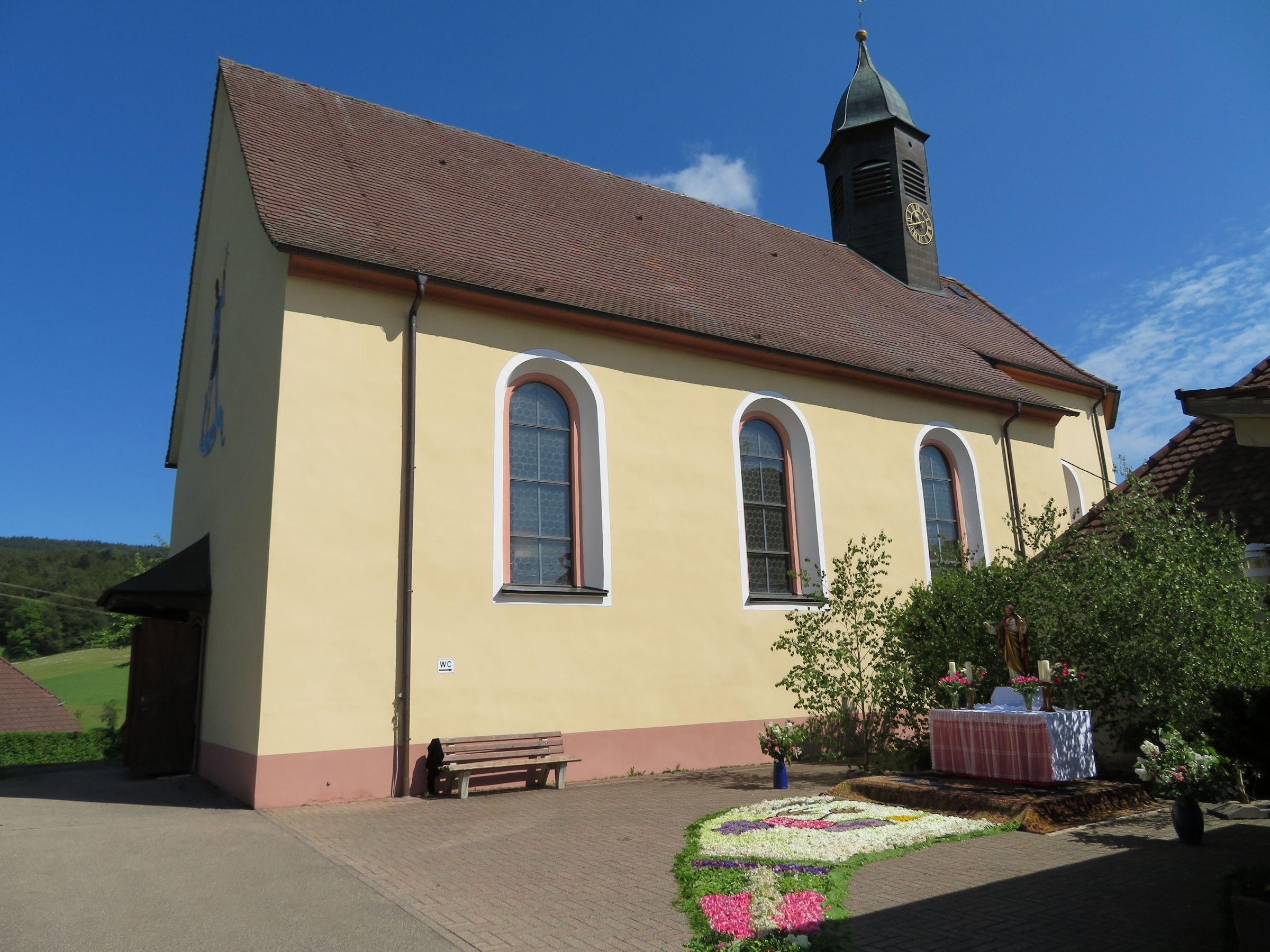
Wallfahrtskirche Oberbiederbach, rechts vorne ein Fronleichnamsaltar

Die Wallfahrtskirche Oberbiederbach ist eine katholische Kirche im Biederbacher Ortsteil Kirchhöf. Sie gehört zur Seelsorgeeinheit Oberes Elztal im Dekanat Endingen-Waldkirch der Erzdiözese Freiburg und hat als Kirchenpatron den heiligen Mansuetus.

## Geschichte
Wegen der großen Ausdehnung Biederbachs über zahlreiche Ortsteile nutzten die Gläubigen zunächst verschiedene Gotteshäuser: Die Bewohner der Biederbacher Ortsteile Frischnau, Untertal, Dorf, Hintertal und Illenberg blieben bei der Pfarrei Elzach, die Bewohner von Selbig bildeten zusammen mit den Einwohnern von Oberspitzenbach eine eigene Gemeinde und Oberbiederbach erhielt eine eigene Pfarrei. Erst 1971 wurde die Kapelle St. Martin in der Mitte der Gemeinde eingeweiht.
In der Bestätigungsurkunde Alexanders III. vom 5. August 1178 sowie im Liber decimationis aus dem Jahr 1278 wird Biederbach noch nicht erwähnt, hatte also zu dieser Zeit noch kein Gotteshaus und keine Pfarrei. Als Meiertum dürfte der Ort damals allerdings schon bestanden haben. Erstmals urkundlich erwähnt wird er in einem Lehensbrief des St.-Margarethen-Stifts Waldkirch vom 23. Mai 1324. Ein Liber marcarum aus dem Jahr 1360 verzeichnet Biederbach und Prechtal als Filialen der Pfarrei Elzach. Dies ist der Terminus ante quem für den Bau einer Kirche in diesen Orten.
Auch 1493 war Oberbiederbach noch Filiale von Elzach; in der Mitte des 16. Jahrhunderts muss es aber bereits eine selbstständige Pfarrei gewesen sein, da für das Jahr 1550 eine Streitigkeit überliefert ist: Sebastian von Ehingen beschuldigte damals die Chorherren in Waldkirch, sich ihrer Pflicht zu entziehen, in Biederbach, Siegelau und Suggental einen Pfarrer zu halten. Durch einen Visitationsbericht ist für 1581 ist Michael Mai als residierender Pfarrer in Oberbiederbach belegt.
Während des Dreißigjährigen Krieges, vermutlich um 1634, wurde die Oberbiederbacher Kirche von den Schweden niedergebrannt. Auch das Pfarrhaus wurde damals zerstört und der Pfarrer verjagt. Um 1650 wurde die Kirche behelfsmäßig wieder aufgebaut, Oberbiederbach wurde wieder Filialkirche von Elzach. Die Betreuung oblag Seelsorgern, die auch für Oberprechtal und für die Neunlindenkapelle in Elzach zuständig waren. 1778 allerdings fiel die damalige Neunlindenkapelle einem Hochwasser zum Opfer.
In einem Schreiben vom 31. Oktober 1706 an den Bischof Johannes Franziscus zu Konstanz forderten die Pfarrangehörigen von Biederbach wieder eine eigene Pfarrei. Die Genehmigung wurde 1707 erteilt, wurde aber erst am 30. April 1709 rechtsgültig, nachdem die Biederbacher ihre Bereitschaft erklärt hatten, zur Besoldung des Pfarrers alljährlich 40 Gulden beizusteuern. Andreas Nitz, vormals Kaplan in Elzach, wurde der neue Pfarrer.
Die Wallfahrtskirche Oberbiederbach, zugleich Pfarrkirche von Oberbiederbach, ist ein äußerlich schlichtes Bauwerk mit Barockausstattung, das sich auf einem nach Osten hin steil abfallenden Hügel erhebt. Das Dach des Kirchturms ist glockenförmig wie bei vielen Kirchen im Allgäu und in Tirol, was allerdings nicht dem Zustand nach dem Wiederaufbau im 17. Jahrhundert entspricht: Auf einer Menzinger-Karte von 1655 ist die Oberbiederbacher Kirche als kleines Kirchlein mit zwei Fenstern in der Seitenwand des Langhauses eingezeichnet, das einen spitzen Dachreiter in der Nähe der Giebelseite trägt, wohingegen der aktuelle Dachreiter sich über dem Chor befindet und eine andere Dachform aufweist.

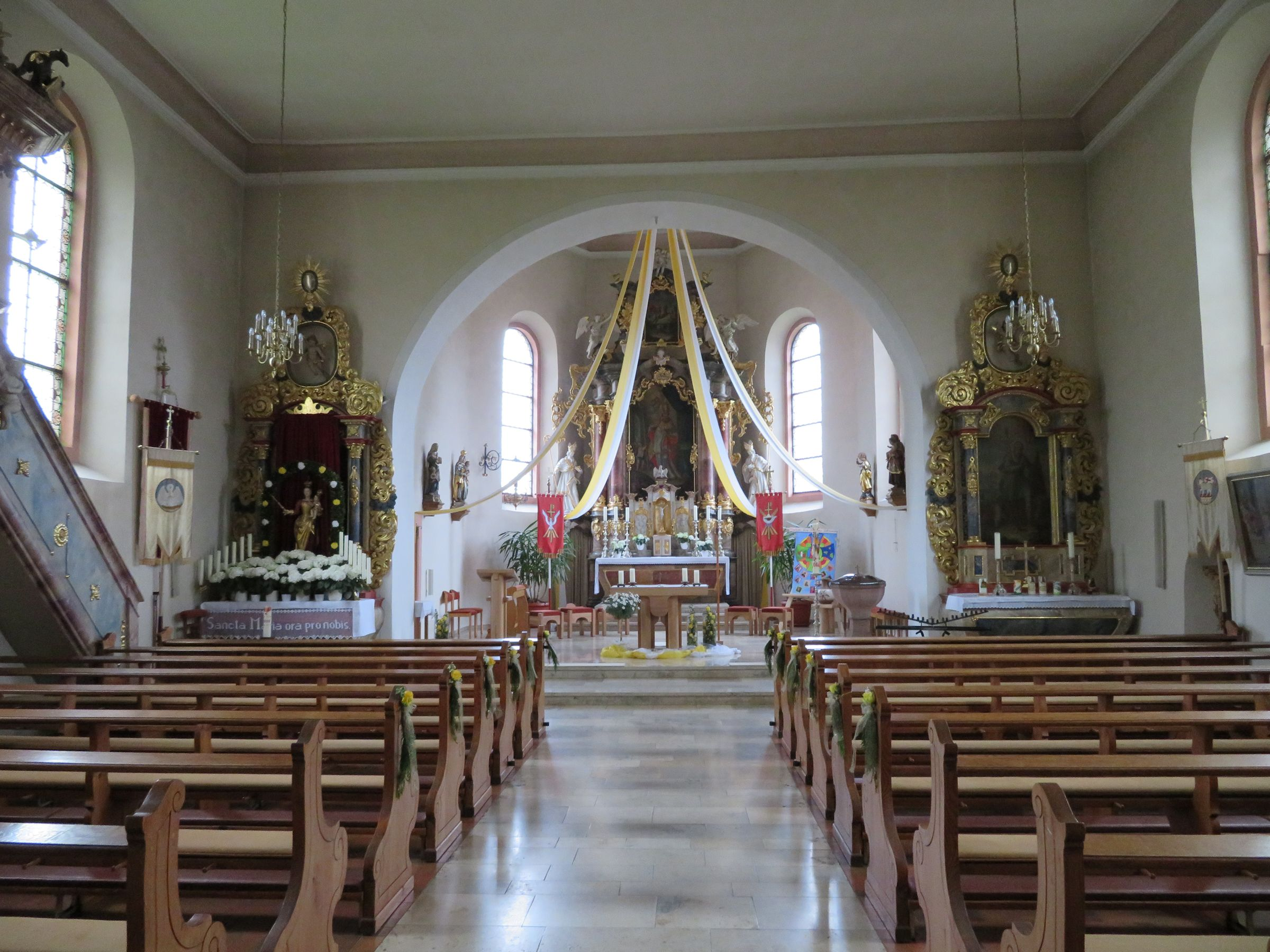
Innenraum der Kirche

1680 wurde der Turm, 1730 die Sakristei neu eingedeckt. Um 1750 befand sich die Kirche in einem so schlechten baulichen Zustand, dass unter Pfarrer Jakob Kaltenbach, der von 1752 bis 1785 in Oberbiederbach tätig war, ein umfangreicher Umbau beschlossen wurde, der wohl einem Neubau nahekam. 1761 war diese Maßnahme laut Inschrift über dem Türsturz beendet. Auf diese Sanierungsmaßnahme geht die aktuelle äußere Form der Kirche zurück, ebenso der größte Teil der Innenausstattung. Pfarrer Kaltenbach wendete dafür sein Privatvermögen auf.
Offenbar war die Gemeinde nach der Umgestaltung der Kirche finanziell nicht mehr in der Lage, das Gotteshaus weihen zu lassen: Erst 1775 befahl die vorderösterreichische Regierung dem Probst des Chorstifts Waldkirch, die Kirche auf Kosten der Zehntherren weihen zu lassen, was am 19. August 1775 geschah. Weihbischof August Johann Nepomuk Maria Freiherr von Hornstein und Weiterdingen zu Konstanz nahm die Zeremonie vor.
Während der Revolutionskriege und der Kämpfe um die Biederbacher Höhe 1796 wurde die Kirche teilweise zerstört; 1798 wurde sie wieder aufgebaut.
Bei einer Renovierung 1970 wurden Decken- und Wandgemälde der Kirche überstrichen, weil eine Restaurierung sich nicht finanzieren ließ. Eine weitere Renovierung erfolgte im Jahr 2005. Damals wurde die Elektro- und Beleuchtungsanlage erneuert und der Innenraum erneut ausgemalt, ohne dass die alten Gemälde wieder ans Tageslicht gebracht worden wären.

## Patrozinium
St. Georg, der sowohl auf der Außenseite der Giebelwand als auch auf einem der Hochaltarbilder zu sehen ist, dürfte der erste Schutzpatron der Kirche gewesen sein. Das Patrozinium der Kirche soll laut mündlicher Überlieferung erst mit der Lieferung des neuen Hochaltars um 1752 auf den heiligen Mansuetus übergegangen sein. Mansuetus ist in Bischofsornat auf dem Hauptblatt dieses Altars zu sehen; zu seinen Füßen kniet eine Frau mit einem Kind; ein Spruchband trägt die Inschrift „Heiliger Manschwede bit für uns“. Vermutlich war aber Mansuetus schon vor der Errichtung dieses Altars Namenspatron der Kirche, da schon die Kirchenrechnung aus dem Jahr 1690 „St. Mansuetus“ nennt und bereits für das 15. Jahrhundert Einwohner Biederbachs mit dem Vornamen Mansuet belegt sind. Jakob Kaltenbachs Amtsvorgänger, Pfarrer Franz Josef Bieler, bezeichnete 1749 St. Georg als ersten und St. Mansuetus als zweiten Patron der Kirche.

## Ausstattung

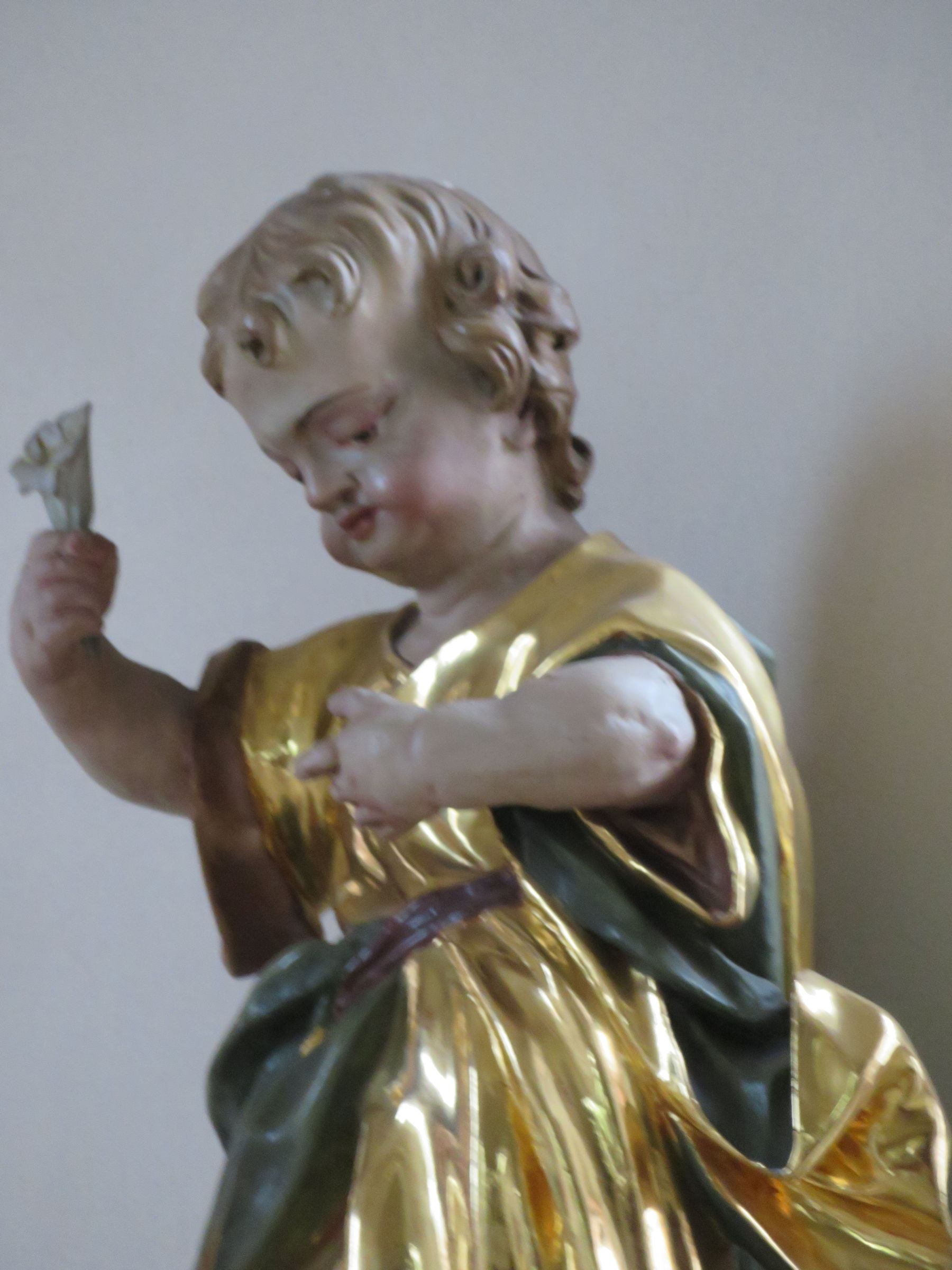
Der Jesusknabe, Detail

### Altäre
Der Hochaltar der Kirche soll bereits vor dem großen Umbau von 1760/60 um 1752 in die Kirche gekommen sein. Pfarrer Kaltenbach trug den größten Teil der Kosten für dieses Kunstwerk. Während einst angenommen wurde, es handle sich um einen Altar aus dem Kloster Alpirsbach, geht man mittlerweile davon aus, dass der Altar, dessen Künstler nicht ermittelt werden konnten, entweder eigens für die Oberbiederbacher Kirche geschaffen wurde oder aus einer anderen Kirche stammt. Mansuetus, der auf dem Hauptblatt als Bischof zu sehen ist, ist als rechte Assistenzfigur noch einmal in Lebensgröße dargestellt, wohingegen die linke Assistenzfigur Nikolaus von Myra darstellt. Dieser ist auch der Schutzpatron der Stadtpfarrkirche von Elzach. Auf dem oberen Altarbild ist der reitende St. Georg zu sehen.
Die beiden Seitenaltäre sind vermutlich einige Jahrzehnte älter als der Hochaltar. Der rechte Seitenaltar ist mit einem Gemälde des heiligen Wendelin geschmückt, der linke trägt das Gnadenbild der Muttergottes mit dem Jesuskind, auf das die Oberbiederbacher Wallfahrt zurückgeht.

### Weiteres
Sowohl die Figuren am Hochaltar als auch die barocke Kanzel auf der linken Seite des Kirchenraums stammen von dem Freiburger Schreiner und Fassmaler Wenz. Die Kanzel wurde im Jahr 1797 vollendet.
Auf der rechten Seite des Chorraums befinden sich plastische Darstellungen des heiligen Joseph mit dem Jesuskind und des Jesusknaben, auf der linken Seite die Figur der heiligen Anna mit Maria als Kind sowie eine Darstellung der Gottesmutter mit dem Jesuskind.

### Orgel
1799 wurde die erste Orgel angeschafft. Sie stammte vom Orgelbauer Martin aus Waldkirch und hatte neun Register und einen barocken Prospekt. Die Form des Prospekts ist erhalten geblieben, die Orgel wurde 1857 für mangelhaft befunden und von Fridolin Merklin aus Freiburg repariert. 1935 wurde sie durch ein neues Instrument ersetzt, das von der Orgelbauanstalt Mönch aus Überlingen geliefert wurde.

### Glocken
Die drei Kirchenglocken sind im sechseckigen Dachreiter untergebracht. In den beiden Weltkriegen mussten jeweils zwei der drei Glocken abgegeben werden; 1950 wurden die beiden zuletzt beschlagnahmten  ersetzt.
Die mittlere Glocke stammt noch aus der Zeit vor dem Umbau der Kirche. Sie wurde 1741 bei Edel in Straßburg gegossen und ist der Mutter Gottes geweiht. Sie hat einen Durchmesser von 775 mm und wiegt 250 kg; ihr Schlagton ist h’-3, Die beiden anderen Glocken wurden 1950 von der Gießerei B. Grüninger Söhne KG, damals in Neu-Ulm, geliefert. Die große Glocke mit einem Durchmesser von 900 Millimetern und einem Gewicht von 398 Kilogramm hat den Schlagton gis’-4 und trägt den Spruch „Nach Kriegsnot in schwerer Zeit, Herz  Jesu du uns Helfer bleib!“ Die kleine Glocke mit dem Schlagton cis’’±0 wiegt 178 Kilogramm und hat einen Durchmesser von 677 Millimetern. Sie trägt die Inschrift „Heiliger Mansuets bitte für uns!“

## Wallfahrt

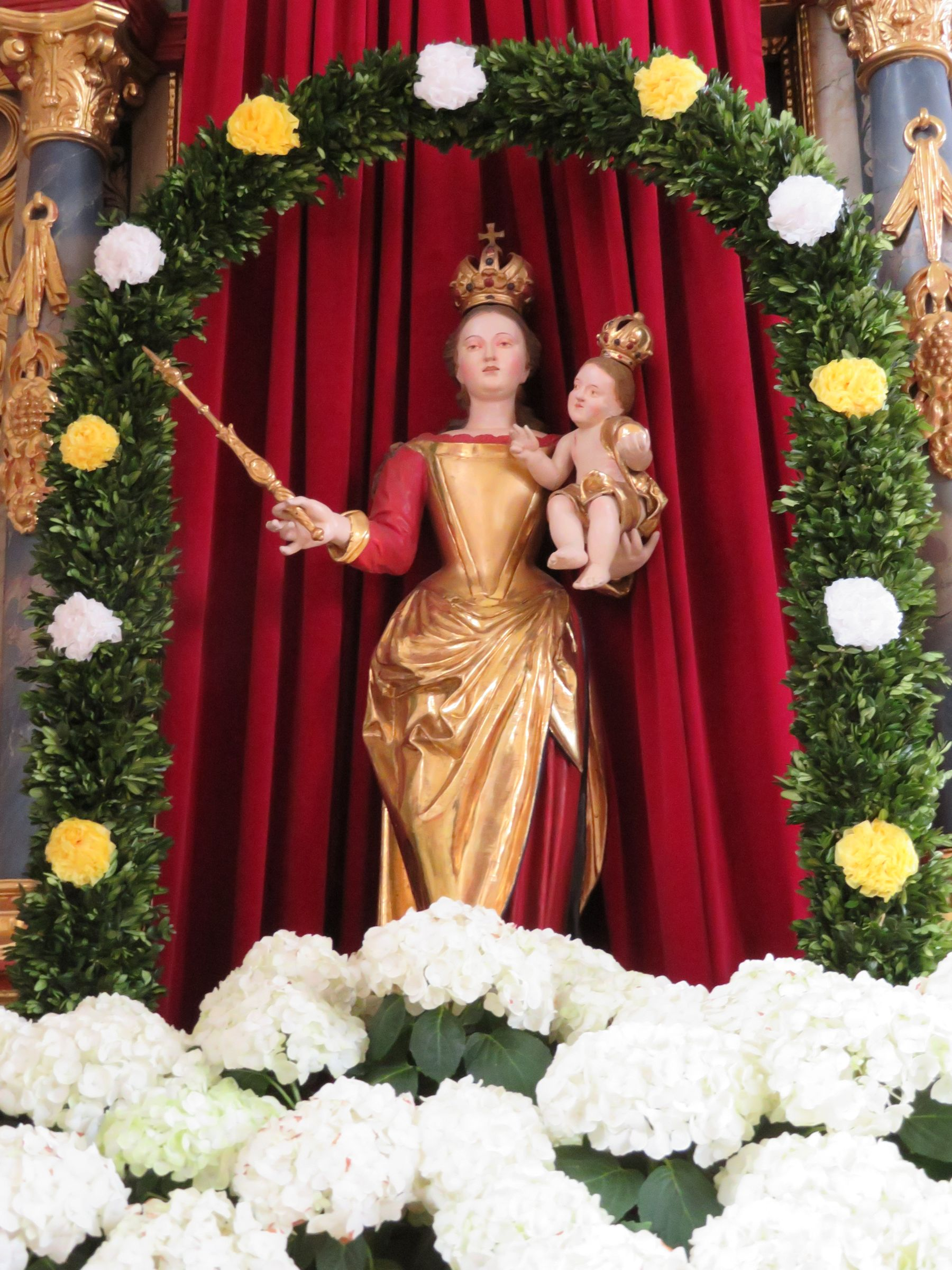
Das Gnadenbild

Zwischen Biederbach und Freiamt verlief eine alte Grenzlinie, die einst die Markgrafschaft Baden von der Herrschaft im Elztal, die zu Vorderösterreich gehörte, trennte. Unter dem österreichischen Einfluss war das Elztal katholisch geblieben, wohingegen das badische Freiamt evangelisch geworden war.
In der Kirche von Freiamt-Brettental befand sich ein Muttergottesbild, das nach dem Konfessionswechsel auf dem Kirchenspeicher abgestellt worden war. Von dort wurde es am 11. März 1778 von Johann Jakob Spath entwendet und bald darauf in der Biederbacher Kirche aufgestellt. Johann Georg Schlosser, Oberamtmann in Emmendingen, erfuhr von diesem Diebstahl und unterrichtete am 1. Dezember 1778 den Baron von Wittenbach in Elzach darüber. Daraufhin wandte der Baron sich an Pfarrer Kaltenbach und verlangte weitere Aufklärung. Kaltenbach, bereits in fortgeschrittenem Alter, schickte Spath nach Elzach. Dieser gab dort zu Protokoll, das Marienbild habe schon mehrere Zerstörungsversuche der Bewohner von Brettental überstanden und sei auf wundersame Weise immer wieder in der Kirche aufgetaucht. Er habe sich zuerst an den alten, dann an den jungen Pfarrherrn gewandt, und habe von letzterem die Erlaubnis erhalten, das Bild mitzunehmen. Als er sich aber mit diesem Bescheid an den Vogt Thomas Wöhrlin gewandt habe, habe dieser erklärt, das Bild sei nicht auf Dauer aus der Kirche zu entfernen, es kehre immer wieder dorthin zurück. Er, Spath, habe sich das Bild dann vom örtlichen Schulmeister zeigen lassen, der ihm zunächst auch versprochen habe, ihm diese Maria gegen ein Trinkgeld zukommen zu lassen. Da er aber sein Versprechen nicht eingehalten habe, habe er, Spath, das Bild schließlich am 11. März 1778 um drei Uhr morgens aus der Kirche entfernt und zu sich nach Hause getragen. Nachdem er allerdings seiner Ehefrau mitgeteilt habe, dass er das Marienbild bekleiden lassen wolle, habe sich eine heftige Auseinandersetzung ergeben, in deren Verlauf seine Frau zornig aus dem Bett gesprungen sei. Dabei habe sie sich offenbar eine so schmerzhafte Verletzung zugezogen, dass sie ihn gebeten habe, hinauf zu dem Marienbildnis zu gehen und für sie zu beten. Daraufhin sei sie geheilt worden und Maria habe ihr Kleid erhalten. Er, Spath, sei dann als Wallfahrer an Ostern nach Einsiedeln gereist und habe dem dortigen Beichtvater über diese Vorfälle berichtet. Dieser habe ihn an seinen eigenen Pfarrherrn verwiesen, der dann empfohlen habe, die Maria in der örtlichen Kirche zur allgemeinen Verehrung aufzustellen.
Baron von Wittenbach ließ diese Aussage zu Protokoll nehmen und leitete sie an die Vorderösterreichische Regierung weiter, die er auch darüber informierte, dass die Markgrafschaft die Auslieferung Spaths sowie dessen Bestrafung im Pforzheimer Zuchthaus verlange. Eine solche Auslieferung wurde von der Regierung am 22. Dezember 1778 untersagt. Schließlich wurde Brettental mit 17 Gulden entschädigt, das Marienbild wurde als wundertätig anerkannt und in einer feierlichen Prozession von Spaths Hof in die Kirche überführt, womit zugleich die Oberbiederbacher Wallfahrt ihren Anfang nahm. Es stand dort zunächst am Hochaltar, dann am rechten Seitenaltar, mittlerweile am linken. Die Stoffkleidung, die Spath angeschafft hatte, wurde später wieder entfernt. Das Bildnis wurde mehrmals neu gefasst, zuletzt im Jahr 2001.